# Néstor Macià
Néstor Macià (Barcelona, 1961-2020) fou un grafista, il·lustrador, humorista i creador de passatemps. Fou director de la revista digital El Web Negre.